# Eutrixa laxifrons
Eutrixa laxifrons là một loài ruồi trong họ Tachinidae.